# 4814 Касаччі
4814 Касаччі (4814 Casacci) — астероїд головного поясу, відкритий 1 вересня 1978 року.
Тіссеранів параметр щодо Юпітера — 3,158.